# Stenfrø (Buglossoides)
Stenfrø (Buglossoides) (se også Stenfrø (Lithospermum)) er udbredt i Nordafrika, Mellemøsten, Kaukasus, Centralasien, Østasien og Europa, – men ikke i Danmark. Det er énårige urter eller stauder (eventuelt halvbuske) med stift behårede stængler og blade. Bladene er spredtstillede, hele og helrandede. Begge bladsider er ruhårede, undersiden endda så meget, at man kun kan se midterribben. Blomsterne sidder samlet i svikler, og de er 5-tallige og regelmæssige med sammenvoksede kronrør. Kronbladene er hvide, flødefarvede, blå eller purpurrøde. Der dannes to eller fire nødagtige delfrugter ud af hver af de fem egentlige frugter.
Her beskrives kun den art, som dyrkes i Danmark.
| Beskrevne arter |

- Agerstenfrø (Buglossoides arvensis)
- Bjergstenfrø (Buglossoides purpurocaerulea)

| Andre arter |

- Buglossoides tenuiflora
- Buglossoides zollingeri